# Творчество
Творчество e умствен процес на човешката дейност.
При него се създават качествено нови материални и духовни ценности. Състои се в създаване на нови идеи и понятия или нови връзки между вече съществуващи. Съществената отлика от производството е оригиналността на новия продукт. Творчеството е също така неразривно свързано със свободата.

## Етимологични бележки
Глаголът творя има старобългарски произход и производни думи: творба, творение, творец, творчески, творчество и т.н.
Думата креативност е с латински произход, от глагола creare, „създавам, творя“.